# Bathymedon kassites
Bathymedon kassites är en kräftdjursart som beskrevs av J. L. Barnard 1966. Bathymedon kassites ingår i släktet Bathymedon och familjen Oedicerotidae. Inga underarter finns listade i Catalogue of Life.